# Болезнь Кушинга
Болезнь Ку́шинга — тяжёлое нейроэндокринное заболевание, сопровождающееся гиперфункцией коры надпочечников, связанное с гиперсекрецией АКТГ в результате первичного поражения подкорковых и стволовых структур (таламус, гипоталамус, ретикулярная формация, аденогипофиз) или эктопической продукцией АКТГ опухолями внутренних органов.

## Эпидемиология
Встречается с частотой 1 : 100 000 — 1 : 1 млн населения в год, чаще развивается в возрасте от 20 до 45 лет, иногда в детском возрасте, женщины болеют в 5 раз чаще мужчин.

## История
Болезнь названа в честь американского хирурга Харви Кушинга, в 1912 году описавшего клинический синдром, названный им «гипофизарным базофилизмом». В 1924 году советский невролог Николай Михайлович Иценко сообщил о двух пациентах с поражением межуточно-гипофизарной области, поэтому в 1950-х годах в СССР в период «борьбы за русские приоритеты во всех науках» болезнь была переименована в «Болезнь Иценко».

## Определение
Термином «болезнь Кушинга» принято обозначать патологию гипоталамо-гипофизарно-надпочечниковой системы, то есть нейроэндокринное заболевание. От болезни Кушинга следует отличать синдром гиперкортицизма (синдром Кушинга) — термин, используемый для обозначения доброкачественной или злокачественной опухоли надпочечника или эктопированной опухоли различных органов (бронхов, тимуса, поджелудочной железы, печени), секретирующих глюкокортикоиды.

## Этиология
Этиология болезни Кушинга не установлена. В анамнезе пациентов обоих полов встречаются ушибы головы, сотрясение мозга, черепно-мозговые травмы, энцефалиты, арахноидиты и другие поражения ЦНС (кортикотропинома). У женщин болезнь Кушинга чаще возникает после родов.

## Патогенез
Патогенетической основой болезни Кушинга является изменение механизма контроля секреции АКТГ. В результате снижения дофаминовой активности, ответственной за ингибирующее влияние на секрецию кортикотропин-рилизинг гормона (КРГ, кортиколиберина) и адренокортикотропного гормона (АКТГ) и повышение тонуса серотониновой системы, нарушается механизм регуляции функции гипоталамо-гипофизарно-надпочечниковой системы и суточный ритм секреции КРГ—АКТГ—кортизола; перестаёт действовать механизм «обратной связи» с одновременным повышением концентрации АКТГ, гиперпродукцией кортизола, кортикостерона, альдостерона, андрогенов корой надпочечников; пропадает реакция на стресс — повышение уровня кортизола на фоне воздействия инсулиновой гипогликемии. Хроническая длительная кортизолемия ведёт к развитию симптомокомплекса гиперкортицизма.
В большинстве случаев обнаруживают аденому гипофиза. Макроаденомы встречаются в 10 % случаев, остальные представлены микроаденомами гипофиза, которые визуализируются только с помощью компьютерной томографии или хирургической диагностической аденомэктомии (у небольшой части пациентов опухоль не обнаруживается — гистологическое исследование обнаруживает только гиперплазию базофильных клеток гипофиза). В настоящее время окончательно не доказано являются ли аденомы гипофиза при болезни Кушинга первичным поражением аденогипофиза или их развитие связано с расстройствами вышележащих отделов ЦНС.

## Клиническая картина
Основные признаки заболевания:
- Ожирение: жир откладывается на плечах, животе, лице, молочных железах и спине. Несмотря на тучное тело, руки и ноги у больных тонкие. Лицо становится круглым, а щеки красными.
- Розово-пурпурные или багровые полосы (стрии) на коже.
- Избыточный рост волос на теле. У женщин растут усы и борода на лице.
- У женщин — нарушение менструального цикла и бесплодие, у мужчин — снижение сексуального влечения и потенции.
- Мышечная слабость.
- Ломкость костей (развивается остеопороз), вплоть до патологических переломов позвоночника, ребер.
- Повышается артериальное давление.
- Нарушение чувствительности к инсулину и развитие сахарного диабета.
- Возможно развитие мочекаменной болезни.
- Иногда возникают нарушение сна, эйфория, депрессия.
- Снижение иммунитета. Проявляется образованием трофических язв, гнойничковых поражений кожи, хронического пиелонефрита, сепсиса и т. д.

## Дифференциальная диагностика
Проводится с синдромом гиперкортицизма (кортикостерома или кортикобластома), гипоталамическим синдромом и юношеским диспитуитаризмом (гипоталамическим синдромом юношеского периода), гиперкортизолемией, экзогенным ожирением, адреногенитальным синдромом:

### Синдром гиперкортицизма (синдром Кушинга)
Не выявляется патологии аденогипофиза, уменьшена секреция АКТГ, определяются новообразования в проекции надпочечника, при сканировании — повышенное накопление радиофарм препарата в надпочечнике.

## Лечение
При легком и среднетяжелом течении проводят лучевую терапию межуточно-гипофизарной области (гамма-терапия или протонотерапия); после проведения гамма-терапии назначают резерпин — 1 мг/сут (на протяжении 4—6 месяцев). В случае отсутствия эффекта от лучевой терапии удаляют опухоль гипофиза или проводят курс лечения хлодитаном (ингибитор биосинтеза гормонов в коре надпочечников) в комбинации с назначением резерпина, парлодела, дифенина, перитола.
У тяжелобольных применяют двустороннюю адреналэктомию; после операции развивается хроническая надпочечниковая недостаточность, что требует постоянной заместительной терапии.

## Прогноз
Зависит от длительности, тяжести проявлений заболевания и возраста пациента:
- при небольшой длительности заболевания, лёгкой его форме и возрасте пациента до 30 лет прогноз благоприятный;
- в среднетяжёлых случаях с длительным течением заболевания после нормализации функции коры надпочечников часто сохраняются необратимые нарушения сердечно-сосудистой системы, функции почек, артериальная гипертензия, сахарный диабет, остеопороз;
- двусторонняя адреналэктомия ведёт к развитию хронической недостаточности надпочечников, что требует постоянной заместительной гормональной терапии с целью профилактики развития синдрома Нельсона.

В случае полного регресса симптомов заболевания трудоспособность можно сохранить. При тотальной адреналэктомии трудоспособность утрачивается.